# 3.5%定律
3.5%定律是政治学中的一个概念，指出当一个国家中3.5%的人口以非暴力形式抗议政府时，该政府很可能会垮台。该定律由艾丽卡·切诺韦思于2013年提出，其理论基础源自于政治学家马克·利希巴赫在其著作《The Rebel's Dilemma: Economics, Cognition, and Society》中发表的见解。

## 表述方式
切诺维思和玛利亚·史蒂芬研究了1900年到2006年公民抵抗运动的成功率，重点关注该时期实现政权更替的主要暴力与非暴力运动。如果一起运动被判定为成功，该运动必须在参与人数达到峰值后一年内实现目标，并满足严格的非暴力标准。通过对比323场暴力与非暴力运动的成功率，斯蒂芬和切诺维斯证明仅有26%的暴力革命取得成功，而非暴力运动的成功率高达53%。在她们研究25起大规模运动中，有20起是非暴力运动，且非暴力运动的参与人数是暴力运动的四倍。研究还表明，相比暴力运动，非暴力运动更倾向于推动更民主政体的发展。